# Heinz Barmettler
Heinz Barmettler (* 21. Juli 1987 in Zürich) ist ein ehemaliger dominikanisch-schweizerischer Fussballspieler.

## Karriere
Der Abwehrspieler begann seine Karriere beim FC Blue Stars Zürich, wo bereits sein gleichnamiger Vater gespielt hatte, und kam Ende der 1990er Jahre zum Grasshopper Club Zürich. 2006 wechselte er zum FC Zürich. Er kam immer wieder zu Teileinsätzen in der Verteidigung, ehe er im Laufe der Saison 2008/09 Stammspieler wurde. Er war auch Mitglied der Junioren-Nationalmannschaft der Schweiz. Im November 2009 bestritt er gegen Norwegen sein einziges Länderspiel für die Schweizer Fussballnationalmannschaft.
Am 17. Juli 2012 unterschrieb Barmettler bei İnter Baku einen Vertrag über zwei Jahre. Am 7. Januar gab hingegen der FC Vaduz die ablösefreie Verpflichtung Barmettlers mit einem befristeten Vertrag bis Sommer 2013 und einer Verlängerungsoption um weitere zwei Jahre bekannt.
Als Nationalspieler spielte er für die Nationalmannschaft der Dominikanischen Republik aus dem Heimatland seiner Mutter, wo er sich nach ihrem Namen Heinz Veloz nannte. Seine ersten Spiele bestritt er im September 2012 in der Qualifikationsphase zum Caribbean Cup gegen Dominica (2:1), Aruba (2:2) und Barbados (1:0).
Über die Station Cibao FC in der Dominikanischen Republik kam er im Januar 2016 nach Deutschland zum SC Freiburg II. Auch wegen seiner Hüftprobleme kam er in der Rückrunde der Saison 2015/16 zu lediglich zwei Einsätzen. Im Sommer 2016 verliess er den SC Freiburg und gab am 27. August 2016 das Ende seiner aktiven Karriere bekannt.
Auf die Saison 2023/24 wurde er Trainer des Drittligisten FC Niederweningen.

## Erfolge
- Schweizer Meister (2): 2006/07, 2008/09